# Liste de fortifications en France
Cette liste non exhaustive répertorie les principales fortifications en France métropolitaine et d'outre-mer (fortifications, places fortes, forts, bastions, redoutes, murailles, remparts, citadelles). Les mottes castrales et châteaux forts font l'objet de l'article Liste des châteaux français par département.

## Auvergne-Rhône-Alpes

### Ain
- Léaz : fort l'Écluse ;
- Virignin : fort-les-Bancs.

### Allier
- Hérisson : château et enceinte
- Cusset : Tour de la prisonnière
- Ainay-le-château : Fortifications d'Ainay-le-Château

### Cantal
- Marcolès : voir fortifications de Marcolès

### Isère
- Barraux : fort Barraux ;
- Grenoble : voir fortifications de Grenoble.

### Rhône
- Lyon : voir fortifications de Lyon.

### Savoie
- Albertville : Batterie de Conflans, batterie de Lançon, batterie des Granges, fort de L'Estal, blockhaus de Laitelet, blockhaus des Têtes, fort du Mont, fort de Villard, fort de Tamié et la batterie de l'Alpettaz.

## Bourgogne-Franche-Comté

### Côte-d'Or
- Beaune : enceinte urbaine.

### Doubs
- Besançon : voir fortifications de Besançon ;
- La Cluse-et-Mijoux : fort de Joux et fort Malher du Larmont inférieur ;
- Pontarlier : fort Catinat du Larmont supérieur.

### Jura
- Dole : enceinte urbaine ;
- Les Rousses : fort du Risoux et fort des Rousses ;
- Salins-les-Bains :  fort Saint-André, fort Belin, redoute de Grelimbach et batterie du Bas Belin ;

### Territoire de Belfort
- Belfort : voir fortifications de Belfort ;
- Bermont : fort du Bois-d'Oye* ;
- Danjoutin : fort des Basses-Perches (à cheval sur Belfort)* ;
- Essert : ouvrage de la Côte d'Essert ;
- Giromagny : fort de Giromagny ;
- Héricourt : fort du Mont-Vaudois* ;
- Meroux : fort de Vézelois (à cheval sur Vézelois)* et ouvrage de Meroux* ;
- Pérouse : fort des Hautes-Perches* ;
- Roppe : fort de Roppe* ;
- Valdoie : ouvrage du Monceau* ;
- Vézelois : fort de Vézelois (à cheval sur Meroux)* ;

* partie de la place fortifiée de Belfort

## Bretagne

### Finistère
- Brest : voir fortifications de Brest.

### Morbihan
- Belle-Île-en-Mer : voir fortifications de Belle-Île-en-Mer.

## Centre-Val de Loire

### Cher
- Bourges : rempart gallo-romain

### Indre-et-Loire
- Tours : enceinte bastionnée et enceinte gallo-romaine

## Corse

### Corse-du-Sud
- Ajaccio : citadelle ;
- Bonifacio : citadelle.

### Haute-Corse
- Bastia : citadelle ;
- Corte : citadelle.

## Grand Est

### Ardennes
- Les Ayvelles : fort des Ayvelles (partie de la Trouée de l'Oise) ;
- Carignan : enceinte urbaine ;
- Charleville-Mézières : enceinte de Mézières dont il reste quelques vestiges et enceinte urbaine de Charleville disparue ;
- Donchery : enceinte urbaine ;
- La Ferté-sur-Chiers : ouvrage de La Ferté ;
- Givet : enceinte urbaine et fort de Charlemont ;
- Mouzon : enceinte urbaine ;
- Rocroi : enceinte urbaine ;
- Sedan : enceinte urbaine et château ;
- Villers-Semeuse : fort des Ayvelles (partie de la Trouée de l'Oise).
- Villy : ouvrage de La Ferté ;

### Bas-Rhin
- Fort-Louis : enceinte urbaine et Fort Carré ;
- Strasbourg : voir fortifications de Strasbourg.

### Haut-Rhin
- Neuf-Brisach : enceinte urbaine.

### Haute-Marne
- Langres : voir fortifications de Langres.

### Meurthe-et-Moselle
- Beuveille : ouvrage de Fermont ;
- Blénod-lès-Toul : fort de Blénod* ;
- Bouvron : ouvrage de Bouvron* ;
- Bruley : fort de Bruley* ;
- Dommartin-lès-Toul : redoute de Dommartin* ;
- Domgermain : Fort de Domgermain* ;
- Écrouves : fort d'Écrouves* ;
- Gondreville : fort de Gondreville* ;
- Gye : fort du Tillot* ;
- Longwy : enceinte urbaine et château ;
- Lucey : fort de Lucey*, fort de Trondes* et ouvrage de la Cloche* ;
- Toul : enceinte urbaine et place fortiffiée ;
- Villey-le-Sec : fort de Villey-le-Sec* et redoute de Chaudeney* ;
- Villey-Saint-Étienne : fort du Vieux-Canton*, ouvrage Est du Vieux-Canton* et ouvrage du Mordant*.

* partie de la place fortifiée de Toul.

### Meuse
- Montmédy : citadelle et enceinte urbaine.

### Moselle
- Bitche : enceinte urbaine, citadelle, fort Saint Sébastien et ouvrage du Simserhof ;
- Guentrange : fort de Guentrange* ;
- Illange : fort d'Illange* ;
- Kœnigsmacker : fort de Kœnigsmacker* ;
- Marsal : enceinte urbaine ;
- Metz : voir fortifications de Metz ;
- Phalsbourg : forteresse ;
- Thionville : enceinte urbaine, Moselstellung et secteur fortifié de Thionville ;
- Veckring : ouvrage du Hackenberg.

* partie du Moselstellung et du secteur fortifié de Thionville.

### Vosges
- Dogneville : fort de Dogneville* ;
- Dounoux : fort du Bambois* ;
- Épinal : place fortifiée ;
- Girancourt : fort de Girancourt* ;
- Pouxeux : fort d'Arches** ;
- Sanchey : batterie de Sanchey* ;
- Uxegney : fort de Bois-l'Abbé* et fort d'Uxegney* ;
- Uzemain : fort du Roulon* ;

* partie de la place fortifiée d'Épinal.
** partie du rideau de la Haute Moselle puis de la place fortifiée d'Épinal.

## Hauts-de-France

### Aisne
- Buire : fort d'Hirson (partie de la Trouée de l'Oise) ;
- La Fère : fort de Liez, fort de Vendeuil, fort de Mayot, batterie de Renansart, fort de Mont-de-Joie ;
- Guise : château ;
- Hirson : fort d'Hirson (à Buire, sur la Trouée de l'Oise) ;
- Laon : enceinte et place fortifiée (fort de Laniscourt à Mons-en-Laonnois dit Fort Sérurier, batterie de Classon, batterie de Morlot, batterie des Bruyères, fort de Montberault, fort de la Malmaison, fort de Condé) ;
- Laniscourt : fort de Laniscourt (à Mons-en-Laonnois, partie de la place fortifiée de Laon) ;
- Mons-en-Laonnois : fort de Laniscourt (partie de la place fortifiée de Laon).

### Nord
- Avesnes-sur-Helpe : enceinte urbaine ;
- Bergues : enceinte urbaine ;
- Bersillies : ouvrage de Bersillies* ;
- Bondues : fort de Bondues** ;
- Boussois : fort puis ouvrage de Boussois* ;
- Cambrai : voir fortifications de Cambrai ;
- Le Cateau-Cambrésis : enceinte urbaine ;
- Condé-sur-l'Escaut : enceinte urbaine ;
- Coudekerque-Branche : fort Louis (partie des fortifications de Dunkerque) ;
- Coudekerque-Village : fort Vallières (partie des fortifications de Dunkerque) ;
- Curgies : fort de Curgies (partie de la place fortifiée de Valenciennes) ;
- Douai : enceinte urbaine et fort de Scarpe ;
- Dunkerque :  voir fortifications de Dunkerque ;
- Ennetières-en-Weppes : fort d'Englos** ;
- Grand-Fort-Philippe : fort Philippe ;
- Gravelines : enceinte urbaine ;
- Houplin-Ancoisne : ouvrage d'Houplin** ;
- Landrecies : enceinte urbaine ;
- Lannoy : enceinte urbaine ;
- Le Cateau-Cambrésis : enceinte urbaine ;
- Lille : voir fortifications de Lille ;
- Lompret : ouvrage de Lompret** ;
- Mairieux : fort puis ouvrage des Sarts* ;
- Maubeuge : enceinte urbaine, place fortifiée et ouvrages du secteur fortifié de Maubeuge ;
- Mons-en-Barœul : fort de Mons** ;
- Noyelles-lès-Seclin : ouvrage de Noyelles** ;
- Orchies : enceinte urbaine ;
- Prémesques : fort de Premesques** ;
- Le Quesnoy : enceinte urbaine (partie à la fin du XIXe siècle de la place fortifiée de Valenciennes) ;
- Sainghin-en-Mélantois : Fort de Sainghin** ;
- Seclin : fort de Seclin** ;
- Valenciennes : enceinte urbaine, citadelle et place fortifiée (fort de Curgies et place du Quesnoy) ;
- Verlinghem  : fort du Vert-Galant** ;
- Vieux-Reng : fort puis ouvrage de La Salmagne* ;
- Wambrechies : fort du Vert-Galant**.

* partie de la place fortifiée puis du secteur fortifié de Maubeuge
** partie de la place fortifiée de Lille

### Oise
- Beauvais : enceinte urbaine ;
- Clermont : remparts et donjon ;
- Compiègne : remparts ;
- Crépy-en-Valois : remparts ;
- Gerberoy : enceinte urbaine ;
- Noyon : remparts ;
- Senlis : remparts ;

### Pas-de-Calais
- Aire-sur-la-Lys : enceinte urbaine ;
- Ambleteuse : fort d'Ambleteuse ;
- Ardres : enceinte urbaine ;
- Arras : enceinte urbaine et citadelle ;
- Bapaume : enceinte urbaine ;
- La Bassée : enceinte urbaine ;
- Béthune : enceinte urbaine et château ;
- Boulogne-sur-Mer : enceinte urbaine et château ;
- Calais : voir fortifications de Calais ;
- Éperlecques : blockhaus d'Éperlecques ;
- Helfaut : coupole d'Helfaut ;
- Hesdin : enceinte urbaine ;
- Landrethun-le-Nord : forteresse de Mimoyecques ;
- Lens : enceinte urbaine ;
- Montreuil : enceinte urbaine et citadelle ;
- Saint-Omer : enceinte urbaine ;
- Thérouanne : enceinte urbaine ;
- Vieil-Hesdin : enceinte urbaine et château.

### Somme
- Amiens : enceinte urbaine et citadelle ;
- Abbeville : remparts ;
- Doullens : enceinte urbaine et citadelle ;
- Péronne : enceinte urbaine et château fort.
- Roye : remparts de Roye
- Saint-Riquier : deux enceintes fortifiées : l’enceinte interne avec quatre portes et une portelette ; l’enceinte externe avec au moins sept portes ou portelettes
- Saint-Valery-sur-Somme : porte Guillaume, porte de Nevers et rempart.

## Normandie

### Calvados
- Caen : enceinte et château ;
- Merville-Franceville-Plage : redoute de Merville et batterie de Merville.

### Eure
- Évreux : rempart

### Manche
- Le Fort du Roule, à Cherbourg-en-Cotentin
- Le Mont-Saint-Michel : fortifications

### Orne
- Alençon : remparts

### Seine-Maritime
- Rouen : fortifications

## Nouvelle-Aquitaine

### Charente
- Angoulême : remparts d'Angoulême

### Charente-Maritime
- Enceinte urbaine de Brouage
- Fortifications de la Pointe de la Fumée (Fouras)
- Enceinte urbaine de Rochefort
- Enceinte urbaine et citadelle du Château d'Oléron (île d'Oléron)
- Fort des Saumonards et fort Boyard à Boyarville ('île d'Oléron)
- Fort Louvois à Bourcefranc-le-Chapus
- Forts de l'estuaire de la Charente (fort Lupin, fort Vasoux, fort de l'île Madame)
- Île-d'Aix : fort de la Rade, fort Liédot et fort Boyard ;
- La Rochelle : fortifications ;
- Île de Ré : enceinte urbaine et citadelle de St-Martin de Ré, fort de la Prée, fort du Martray

### Deux-Sèvres
- Thouars : remparts de Thouars

### Gironde
- Bazas : enceinte de Bazas ;
- Cadillac-sur-Garonne : remparts de Cadillac ;
- Bordeaux : remparts et portes de ville de Bordeaux ;
- La Réole : enceinte de La Réole ;
- Rions : enceinte de Rions ;
- Saint-Macaire : enceinte de Saint-Macaire.

### Haute-Vienne
- Le Dorat : remparts du Dorat

### Landes
- Dax : enceinte gallo-romaine de Dax ;
- Mont-de-Marsan : remparts de Mont-de-Marsan.

### Lot-et-Garonne
- Bruch : enceinte de Bruch ;
- Vianne : enceinte de Vianne.

### Pyrénées-Atlantiques
- Navarrenx : enceinte urbaine ;
- Urdos : fort du Portalet.
- Enceinte urbaine, château Neuf et citadelle de Bayonne
- Enceinte urbaine, et citadelle de Saint-Jean-Pied-de-Port
- Fort de Socoa à Ciboure

### Vienne
- Poitiers : enceintes de Poitiers

## Occitanie

### Gard
- Villeneuve-lès-Avignon : fort Saint-André.

### Pyrénées-Orientales
- Perpignan : enceinte urbaine ;
- Salses-le-Château : forteresse de Salses.

## Pays de la Loire

### Loire-Atlantique
- Guérande : remparts de Guérande ;
- Nantes : enceinte gallo-romaine de Nantes et enceinte médiévale de Nantes

### Maine-et-Loire
- Montreuil-Bellay : citadelle et forteresse médiévale.

## Provence-Alpes-Côte d'Azur

### Alpes-de-Haute-Provence
- Montclar : fort de Dormillouse ;
- Saint-Vincent-les-Forts : fort et batteries ;
- Seyne-les-Alpes : citadelle ;
- Sisteron : château.

### Alpes-Maritimes
- Antibes : enceinte urbaine et fort carré ;
- Nice : château et fort du mont Alban ;
- Villefranche-sur-Mer : citadelle Saint-Elme.
- Tende : Fort de Giaure
- Tende : Fort Pernante
- Tende : Fort de la Marguerie
- Tende : Fort Tabourde
- Tende : Fort Pépin
- Sospel : Fort du Barbonnet, en annexe l'Ouvrage de l'Agaisen et celui de Saint-Roch

### Hautes-Alpes
- Mont-Dauphin : forteresse de Mont-Dauphin.
- Il existe de nombreuses fortifications à Briançon : Fort des Salettes, Fort des Trois-Têtes, Fort du Randouillet, Fort de l'Infernet. D'autres fortificationd plus modestes : Ouvrage du Gondran E, Ouvrage du Janus
- Villar-Saint-Pancrace : Fort de la Croix-de-Bretagne (dans le cadre de la place forte de Briançon)
- Villar-Saint-Pancrace : Fort de la Grande Maye (dans le cadre de la place forte de Briançon)
- Montgenèvre : ancienne batterie italienne du Mont Chaberton, certainement la fortification la plus haute de France culminant à 3 131 m d'altitude

### Var
- Toulon : voir fortifications de Toulon ;
- Bormes-les-Mimosas : fort de Brégançon.